# 非洲桐科

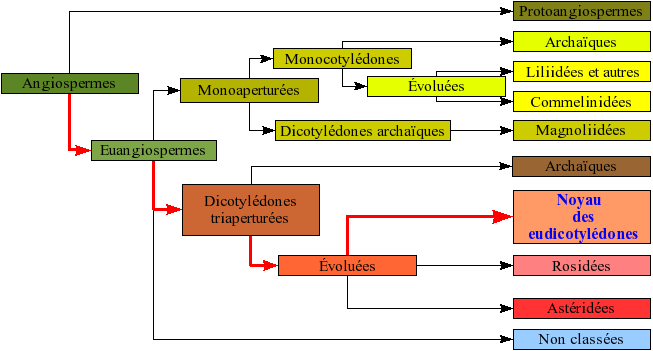

非洲桐科又名独子果科或简称非桐科，只有1属2种，全部生长在非洲的马达加斯加岛，是当地的特有种。
本科植物为小乔木或灌木；单叶互生，无托叶；花小或中等，花瓣5-9，花瓣内部有毛；果实为蒴果，每个果实中只包含一粒种子。
1981年的克朗奎斯特分类法将其列在荨麻科，1998年根据基因亲缘关系分类的APG分类法认为应该单独分出一个科，放在石竹目中，2003年经过修订的APG II分类法维持原分类。